# Association of Jesuit Colleges and Universities
Die Association of Jesuit Colleges and Universities (AJCU) ist eine Organisation der 28 US-amerikanischen Jesuitenhochschulen. Die Organisation wurde 1970 gegründet und hat ihren Sitz in Washington D.C.

## Mitgliedshochschulen
- Boston College (Chestnut Hill, Massachusetts)
- Canisius University (Buffalo, New York)
- College of the Holy Cross (Worcester, Massachusetts)
- Creighton University (Omaha, Nebraska)
- Fairfield University (Fairfield, Connecticut)
- Fordham University (New York City, New York)
- Georgetown University (Washington D.C.)
- Gonzaga University (Spokane, Washington)
- John Carroll University (University Heights, Ohio)
- Le Moyne College (DeWitt, New York)
- Loyola University Maryland (Baltimore, Maryland)
- Loyola Marymount University (Los Angeles, Kalifornien)
- Loyola University Chicago (Chicago, Illinois)
- Loyola University New Orleans (New Orleans, Louisiana)
- Marquette University (Milwaukee, Wisconsin)
- Regis University (Denver, Colorado)
- Rockhurst University (Kansas City, Missouri)
- Saint Joseph’s University (Philadelphia, Pennsylvania)
- Saint Louis University (St. Louis, Missouri)
- St.-Peter-Universität (Jersey City, New Jersey)
- Santa Clara University (Santa Clara, Kalifornien)
- Seattle University (Seattle, Washington)
- Spring Hill College (Mobile, Alabama)
- University of Detroit Mercy (Detroit, Michigan)
- University of San Francisco (San Francisco, Kalifornien)
- University of Scranton (Scranton, Pennsylvania)
- Xavier University of Cincinnati (Cincinnati, Ohio)

## Ehemaliges Mitglied
Die ehemalige Wheeling Jesuit University in Wheeling, West Virginia ist keine Jesuitenhochschule mehr, sie hat sich dementsprechend in Wheeling University umbenannt.